# Castlereagh Highway

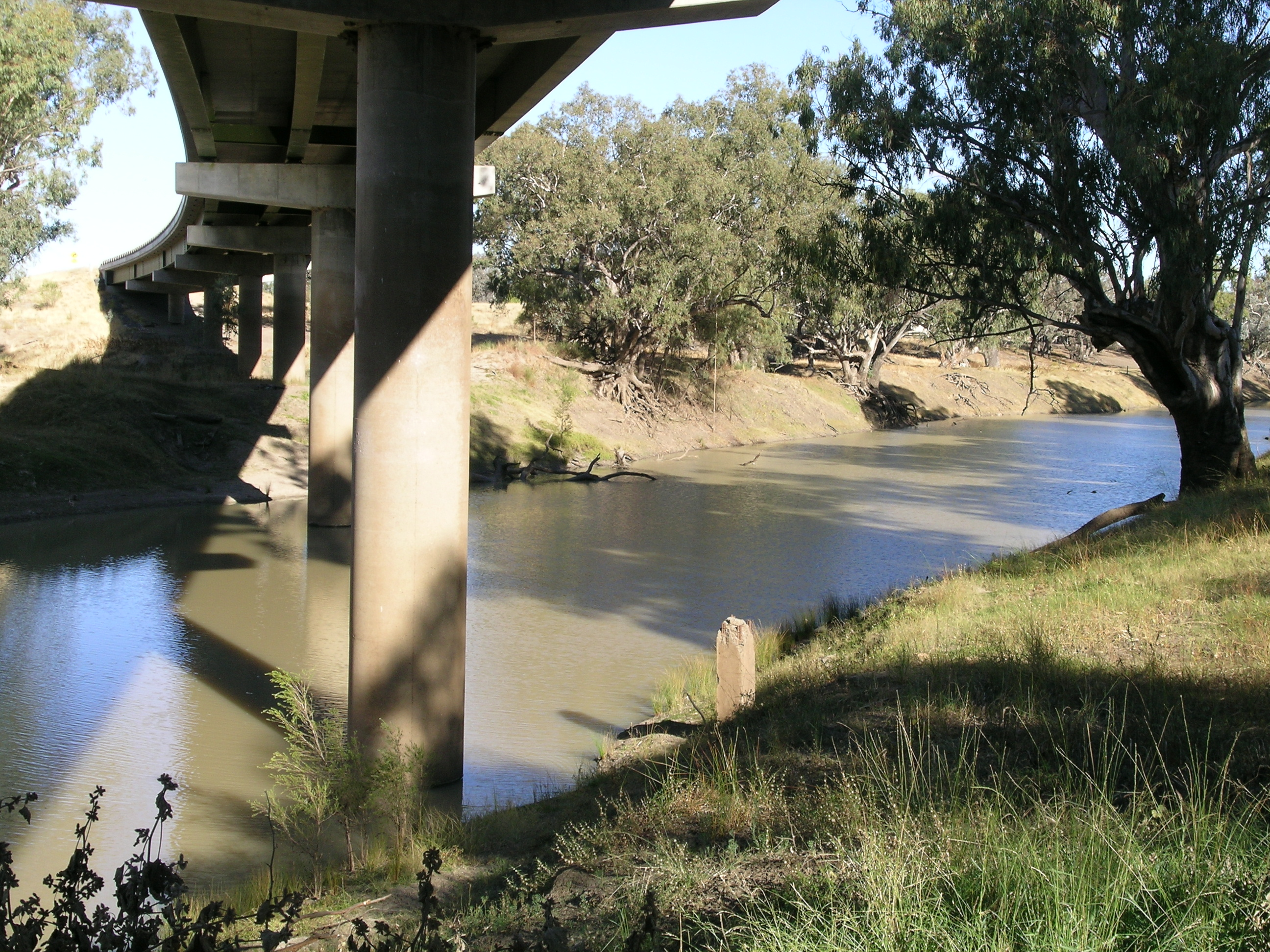
Pont Dick O'Brien (1991) sur la rivière Barwon, Castlereagh Hwy., Walgett, NSW.

La Castlereagh Highway est un axe routier long de 781 km en Nouvelle-Galles du Sud, en Australie, s'étendant sur quelques kilomètres dans le Queensland. Elle doit prendre le nom officiel de B55.
Orientée sud-est vers nord ouest, elle démarre de la Great Western Highway à sa sortie de Lithgow et va s'achever à la ville de St George au Queensland en rejoignant la Carnarvon Highway après avoir franchi la frontière à Hebel (en).
Elle traverse les villes de Capertee, Ilford, Mudgee, Gulgong, Dunedoo, Gilgandra, Coonamble, Walgett, Lightning Ridge, Hebel (en), Dirranbandi. 
Elle croise la Golden Highway à 8 km à l'est de Dunedoo. La Bathurst-Ilford Road démarre d'Ilford, tandis que la Bylong Valley Way en part 2 km plus au nord.